# شرطة الأمن الإيرانية

شعار شرطة الأمن الإيرانية.

شرطة الأمن الإيرانية (بالفارسية: پلیس امنیت ایران) هي وكالة أمنية داخلية وتعتبر أيضا وكالة لتطبيق القانون في إيران.
تعتبر الوكالة واحدة من قوات إنقاذ القانون في جمهورية إيران الإسلامية وبالإضافة إلى أنها جزء من مجلس التنسيق الاستخباراتي الإيراني.